# Diagram Prize for Oddest Title of the Year
O Diagram Prize for Oddest Title of the Year é um prêmio criado em 1978, que reconhece as obras literárias que mais se destacaram no ano anterior por terem títulos bizarros.

## Vencedores
| Ano  | Título | Autor/Editor                                     | Editora                                      | Notas |
| ---- | --- | ------------------------------------------------ | -------------------------------------------- | --- |
| 1978 | Proceedings of the Second International Workshop on Nude Mice                                                              | Vários autores                                   | University of Tokyo Press                    | Estudos médicos realizados com ratos nus com sistemas imunitários inibidos |
| 1979 | The Madam as Entrepreneur: Career Management in House Prostitution                                                         | Barbara Sherman Heyl                             | Transaction Press                            | Sobre o trabalho de prostituição |
| 1980 | The Joy of Chickens | Dennis Nolan                                     | Prentice Hall                                | Sobre raças de frangos |
| 1981 | Last Chance at Love – Terminal Romances                                                                                    | Vários autores                                   | Pinnacle Press                               | |
| 1982 | Population and Other Problems: Family Planning, Housing 1,000 Million, Labour Employment                                   | Various authors                                  | China National Publications                  | Sobre a Demografia da República Popular da China |
| 1983 | Unsolved Problems of Modern Theory of Lengthwise Rolling                                                                   | A. I. Tselikov, G. S. Nikitin and S. E. Rokotyan | Mir Publishers                               | Sobre a laminação como técnica metalúrgica |
| 1984 | The Book of Marmalade: Its Antecedents, Its History, and Its Role in the World Today                                       | Anne Wilson                                      | Constable                                    | Sobre a história da marmelada |
| 1985 | Natural Bust Enlargement with Total Power: How to Increase the Other 90% of Your Mind to Increase the Size of Your Breasts | Donald L. Wilson                                 | Westwood Publishing Company                  | Sobre o aumento mamário através do pensamento positivo |
| 1986 | Oral Sadism and the Vegetarian Personality                                                                                 | Glenn C. Ellenbogen                              | Brunner/Mazel                                | Artigos humorísticos e de paródia sobre psiquiatria. |
| 1987 | Sem prémio |                                                  |                                              | |
| 1988 | Versailles: The View from Sweden                                                                                           | Elaine Dee and Guy Walton                        | University of Chicago Press                  | Catálogo de uma exposição no Museu Cooper-Hewitt sobre a influência do Barroco e Classicismo Francês no design da História da Suécia contemporânea (1611–1648).                        |
| 1989 | How to Shit in the Woods: An Environmentally Sound Approach to a Lost Art                                                  | Kathleen Meyer                                   | Ten Speed Press                              | Sobre o tratamento responsável dos resíduos humanos em áreas selvagens |
| 1990 | Lesbian Sadomasochism Safety Manual                                                                                        | Pat Califia                                      | Lace Publications                            | Um guia sobre BDSM e sexo seguro. |
| 1991 | Sem Prémio |                                                  |                                              | |
| 1992 | How to Avoid Huge Ships | John W. Trimmer                                  | Cornwell Maritime Press                      | Aviso aos marinheiros de barcos de passeio sobre os perigos das pistas de navegação |
| 1993 | American Bottom Archaeology                                                                                                | Charles J. Bareis and James W. Porter            | University of Illinois Press                 | Título completo: American Bottom Archaeology: A Summary of the FAI-270 Project Contribution to the Culture History of the Mississippi River Valley                                     |
| 1994 | Highlights in the History of Concrete                                                                                      | C. C. Stanley                                    | British Cement Association                   | Sobre a história do cimento |
| 1995 | Reusing Old Graves: A Report on Popular British Attitudes                                                                  | Douglas Davies and Alastair Shaw                 | Shaw & Son                                   | Sobre a reutilização de campas antigas de cemitério |
| 1996 | Greek Rural Postmen and Their Cancellation Numbers                                                                         | Derek Willan                                     | Hellenic Philatelic Society of Great Britain | Números de cancelamentos nos Correios Gregos |
| 1997 | The Joy of Sex: Pocket Edition                                                                                             | Alex Comfort                                     | Mitchell Beazley                             | Edição de bolso de The Joy of Sex |
| 1998 | Developments in Dairy Cow Breeding: New Opportunities to Widen the Use of Straw                                            | Gareth Williams                                  | Nuffield Farming Scholarship Trust           | |
| 1999 | Weeds in a Changing World: British Crop Protection Council Symposium Proceedings No. 64                                    | Charles H. Stirton                               | British Crop Protection Council              | Outro título, Male Genitalia of Butterflies of the Balkan Peninsula, with a Checklist, era originalmente um favorito, mas foi rejeitado mais tarde por ser deliberadamente aborrecido. |
| 2000 | Designing High Performance Stiffened Structures                                                                            | IMechE (Institution of Mechanical Engineers)     | Professional Engineering Publishing          | Sobre a rigidez em engenharia |
| 2001 | Butterworths Corporate Manslaughter Service                                                                                | Gerard Forlin                                    | Butterworths                                 | Sobre os homicídios culposos corporativos , i.e. culpa corporativa em homicídios |
| 2002 | Living with Crazy Buttocks                                                                                                 | Kaz Cooke                                        | Penguin US/Australia                         | Ensaios humorísticos na cultura contemporânea, incluindo imagem corporal feminina e outros tópicos.                                                                                    |
| 2003 | The Big Book of Lesbian Horse Stories                                                                                      | Alisa Surkis and Monica Nolan                    | Kensington Publishing                        | Oito histórias em pastiche de vários estilos de romance de diferentes décadas, cada uma envolvendo romance lésbico e cavalos.                                                          |
| 2004 | Bombproof Your Horse | Rick Pelicano and Lauren Tjaden                  | J A Allen                                    | Título completo Bombproof Your Horse: Teach Your Horse to Be Confident, Obedient, and Safe, No Matter What You Encounter                                                               |
| 2005 | People Who Don't Know They're Dead: How They Attach Themselves to Unsuspecting Bystanders and What to Do About It          | Gary Leon Hill                                   | Red Wheel/Weiser Books                       | Sobre espíritos mortos que tomaram corpos que não lhes pertencem |
| 2006 | The Stray Shopping Carts of Eastern North America: A Guide to Field Identification                                         | Julian Montague                                  | Harry N. Abrams                              | Sobre como identificar carrinhos das compras abandonados |
| 2007 | If You Want Closure in Your Relationship, Start with Your Legs                                                             | Big Boom                                         | Simon & Schuster US                          | Um livro de auto-ajuda escrito por um homem para benefício das mulheres. |
| 2008 | The 2009–2014 World Outlook for 60-milligram Containers of Fromage Frais                                                   | Philip M. Parker                                 | Icon Group International                     | Combinação gerada por computador de texto boilerplate e dados de domínio público relacionados com o queijo fresco Fromage                                                              |
| 2009 | Crocheting Adventures with Hyperbolic Planes                                                                               | Daina Taimina                                    | A K Peters, Ltd.                             | Livro matemático sobre crochet e Geometria hiperbólica. |
| 2010 | Managing a Dental Practice: The Genghis Khan Way                                                                           | Michael R. Young                                 | Radcliffe                                    | Livro de como gerir uma clínica dentária. |
| 2011 | Cooking with Poo | Saiyuud Diwong                                   | Urban Neighbours of Hope                     | Livro de receitas tailandês |
| 2012 | Goblinproofing One's Chicken Coop                                                                                          | Bakeley Reginal                                  | Conari Press                                 | Guia para banir fadas de sua casa. |
| 2013 | How to Poo on a Date | Mats & Enzo                                      | Prion Press                                  | Guia dos amantes sobre etiqueta de casa de banho. |
| 2014 | Strangers Have the Best Candy                                                                                              | Margaret Meps Schulte                            | Choose Art                                   | Literatura de viagem em publicação própria. |
| 2015 | Too Naked For the Nazis | Alan Stafford                                    | Fantom Films                                 | Biografia de Wilson, Keppel and Betty publicada pela Fantom Films |
| 2016 | The Commuter Pig Keeper: A Comprehensive Guide to Keeping Pigs when Time is your Most Precious Commodity                   | Michaela Giles                                   | Old Pond Publishing                          | Guia prático sobre cuidados a um grupo pequeno de porcos. |
| 2018 | The Joy of Waterboiling | Thomas Götz von Aust                             | Achse Verlag                                 | Primeira obra não-inglesa a vencer (publicado em alemão com um subtítulo em inglês).                                                                                                   |